# Actes des sultans et des princes
 (octobre 2024).
Si vous disposez d'ouvrages ou d'articles de référence ou si vous connaissez des sites web de qualité traitant du thème abordé ici, merci de compléter l'article en donnant les références utiles à sa vérifiabilité et en les liant à la section « Notes et références ».
Les Actes des sultans et des princes composent une collection égyptienne de 400 actes sultaniens et princiers, enregistrée sur la liste 2005 de la Mémoire du monde de l’Unesco.

## Description
Ces actes, sous forme de rouleaux, sont rédigés soit sur papier, soit sur parchemin dont le plus long atteint quarante mètres. Outre les rouleaux, cette collection renferme aussi des actes sous forme de livrets.
Il s’agit de la plus ancienne collection de manuscrits du genre que possède la Bibliothèque nationale d’Égypte. Elle appartenait aux princes et aux sultans qui ont gouverné l’Égypte, des Fatimides (979) jusqu’au règne du roi Fouad Ier, dans les années 1930.
Les actes des sultans et des princes donnent des informations détaillées sur la société égyptienne, l’économie, l’enseignement, la religion, les événements les plus importants et la politique étrangère de l’Égypte pendant plus de sept siècles de son histoire.